# Nigel Dodds
Nigel Alexander Dodds, barone Dodds di Duncairn (Derry, 20 agosto 1958), è un avvocato e politico britannico unionista.
È deputato in carica per Belfast North ed è stato vice leader del Partito Unionista Democratico (DUP) dal giugno 2008. È stato Lord Mayor di Belfast due volte e fino al 1993 è stato Segretario generale del DUP.
Dodds è diventato parlamentare di Belfast North nelle elezioni generali britanniche del 2001. In precedenza è stato membro dell'Assemblea dell'Irlanda del Nord e ministro delle finanze nell'esecutivo dell'Irlanda del Nord.
È stato uno dei principali membri del Comitato per la campagna del Vote Leave Party, il partito ufficiale della Brexit creato per promuovere il voto per l'uscita del Regno Unito dall'Unione Europea nel referendum sull'adesione del Regno Unito all'Unione europea (23 giugno 2016).
Nigel Alexander Dodds è stato creato Pari a vita il 18 settembre 2020 con il titolo di barone Dodds of Duncairn.

## Biografia
Nigel Dodds è nato a Derry, nella contea di Londonderry, nell'Irlanda del Nord. Ha studiato alla Portora Royal School, Enniskillen, nella contea di Fermanagh, e ha studiato legge al St John's College di Cambridge, dove si laurea e vince la borsa di studio del college, la borsa di studio McMahan e il Winfield Award for Law. Dopo la laurea, tornò in Irlanda del Nord e, dopo aver studiato presso l'Institute for Professional Legal Studies alla Queen's University Belfast, è stato chiamato al Bar of Northern Ireland. Dopo aver lavorato come avvocato, ho lavorato presso il Segretariato generale del Parlamento europeo dal 1984 al 1996.
Suo padre, Joe, era un membro di lunga data del Partito Unionista Democratico nel Fermanagh District Council fino alla sua morte nel 2008. È sposato con il membro del DUP del Parlamento europeo Diane Dodds; Hanno un figlio e una figlia e vivono a Banbridge, nella contea di Down.
Nel 2010 è stato nominato membro del Consiglio privato di sua maestà (Privy Council) ed è Ufficiale dell'Ordine dell'Impero Britannico.